# تنسی چمپ
تنسی چمپ (به انگلیسی: Tennessee Champ) یک فیلم سینمایی آمریکایی در ژانر درام محصول سال ۱۹۵۴ میلادی به کارگردانی فرد ام. ویلکاکس و با بازی شلی وینترز ، کینن وین ، دیوی مارتین ، و چارلز برانسون می‌باشد.